# Włosogłówka
Włosogłówka (Trichuris trichiura syn. Trichocephalus trichiurus) – gatunek nicienia, pasożyt jelita ślepego, rzadziej grubego.  
Zwierzę o nitkowatym ciele długości około 3–5 cm. Przednia część ciała znacznie cieńsza od tylnej. Charakterystyczne jaja włosogłówki opatrzone są czopami na obu końcach. Żywi się głównie krwią, wnikając w śluzówkę jelita przednią częścią. Może wywoływać anemię. Można się nim zarazić tak samo jak glistą ludzką, poprzez wypicie zanieczyszczonej wody, w której mogą znajdować się jego jaja, zjedzenie niedomytych owoców lub warzyw. 